# Amphineurus harrisi
Amphineurus harrisi är en tvåvingeart som beskrevs av Alexander 1922. Amphineurus harrisi ingår i släktet Amphineurus och familjen småharkrankar. Inga underarter finns listade i Catalogue of Life.